# Friedrich Berr

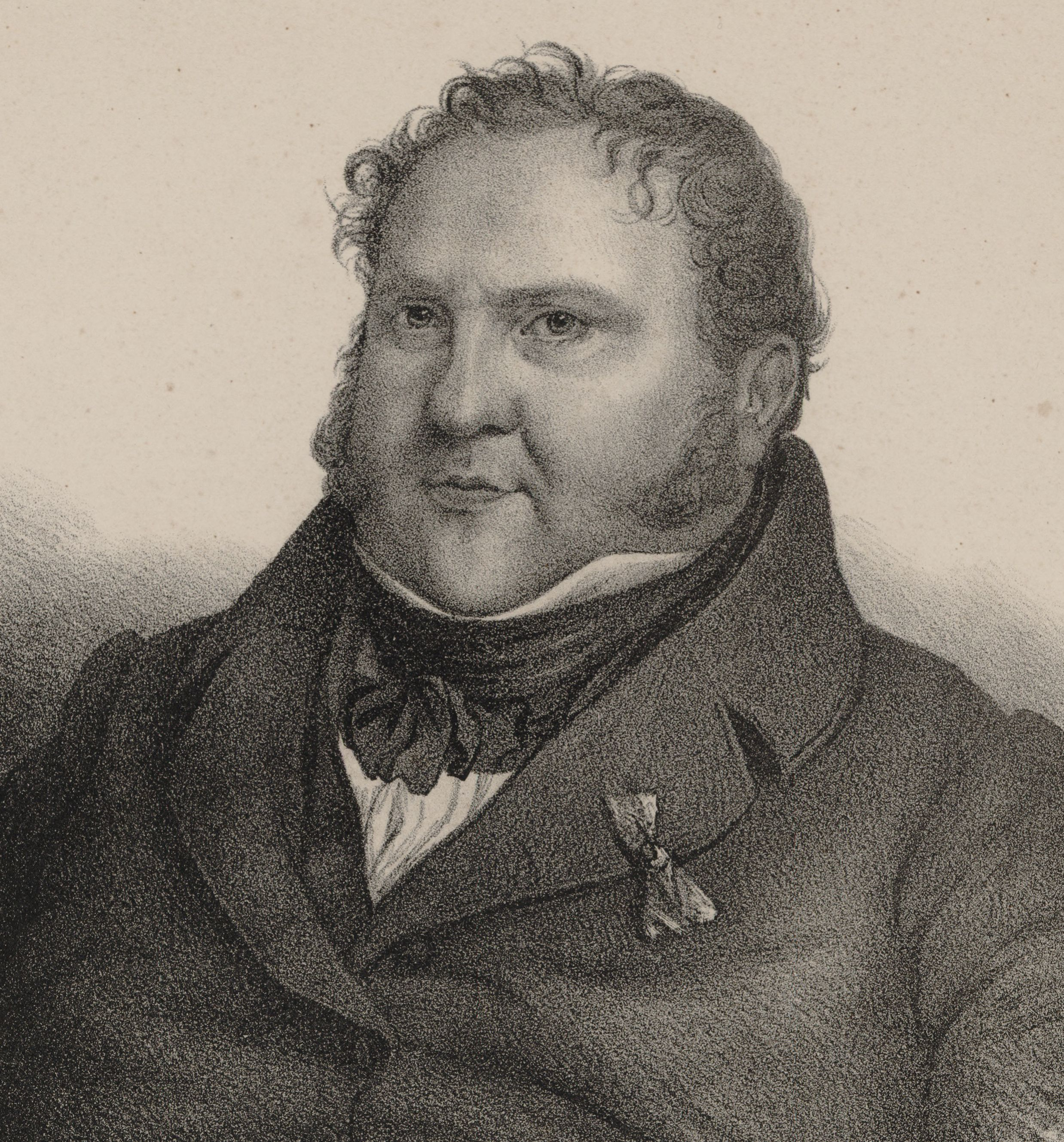
Friedrich Berr (Porträt von P.C. van Geel, 1836)

Friedrich Berr (* 17. April 1794 in Mannheim; † 24. September 1838 in Paris) war ein deutscher Klarinettist, Fagottist und Komponist.

## Leben und Werk
Friedrich Berr studierte bei François-Joseph Fétis und Anton Reicha in Paris. Er ließ sich 1823 endgültig dort nieder und wirkte zunächst als zweiter Klarinettist am Théâtre-Italien. Seit 1831 wirkte er als Klarinettenlehrer am Pariser Konservatorium. 1832 wurde er Soloklarinettist in der Königlichen Kapelle. Seit 1833 wirkte er als erster Klarinettist am Théâtre-Italien. 1836 wurde er Direktor der neuen Militärmusikschule.
Friedrich Berr schrieb Traité complet de la clarinette à 14 clefs (1836, „Vollständige Abhandlung über die 14-Klappen-Klarinette“) und De la necessité de reconstituer sur de nouvelles bases le gymnase de la musique militaire („Über die Notwendigkeit, das Gymnasium der Militärmusik auf neuen Grundlagen zu rekonstruieren“). Friedrich Berr schuf über 500 Kompositionen im Bereich der Militärmusik.